# Victimismo
El victimismo o victimización es la tendencia de una persona, grupo de personas o colectivo a considerarse víctima. Una víctima es quien sufre un daño personalizable por caso fortuito o culpa ajena. El victimista, en cambio, se disfraza de víctima, consciente o inconscientemente, simulando una agresión o menoscabo inexistente y responsabilizando erróneamente al entorno o a los demás. 
En lógica, el victimismo es una retórica demagógica que busca desprestigiar de una forma falaz la argumentación del adversario denotándola como impuesta o autoritaria. Para ello, el sujeto victimista posiciona a su adversario de forma implícita como atacante al adoptar una postura de víctima en el contexto de la discusión.
En psicología, una personalidad victimista o tendencia psicológica victimista —que puede llegar a desembocar en una conducta patológica como trastorno paranoide— consiste en una tendencia a culpar a otros de los males que uno padece y resguardarse en la compasión ajena. Esta tendencia se caracteriza por una deformación pesimista de la realidad en la que el sujeto se regodea en el lamento y queda incapacitado para realizar cualquier tipo de autocrítica. Es uno de los pilares de la cultura de la queja.

## Retórica victimista
La retórica victimista es una técnica demagógica que consiste en descalificar al adversario mostrándolo como atacante en lugar de refutar sus afirmaciones. Para ello, el sujeto adopta el rol de víctima dentro del contexto de la discusión, de tal forma que el otro interlocutor queda posicionado implícitamente frente a terceros como un impositor autoritario y su argumentación como mera imposición o ataque. En ocasiones se realiza junto con la retórica del punto medio y se relaciona estrechamente con la conducta megalomaníaca.
De esta forma, sus argumentos son difícilmente refutables, pues cualquier contraargumentación queda transformada en prueba de la omnipotencia o sutileza de los ofensores. Por el contrario, cualquier ataque que realice queda envuelto en un manto de candidez ya que supuestamente se está defendiendo justificadamente.
Ejemplo
«El Sol está a menos de 10 kilómetros de la Tierra».
«Eso no es cierto, el Sol se encuentra a 149.597.871 kilómetros de la Tierra, es un hecho probado».
- Retóricas victimistas

«Esta persona siempre me está atacando, ahora afirma que miento. Trata de imponer su punto de vista, es injusto».
«Haga el favor de disculparse, mi opinión merece ser respetada. No puede imponer la suya sobre la de los demás. Usted claramente tiene animosidad en mi contra».

### Retirada victimista
En ocasiones, esta retórica va encaminada a no reconocer los errores propios, eludiendo la responsabilidad o la rectificación. De esta forma, el orador victimista logra escabullirse de la discusión desprestigiando el argumento vencedor sin reconocer que estaba equivocado, o como último recurso cuando finalmente se ve incapacitado para exponer un argumento racional.
Ejemplo
«El Sol está a menos de 10 kilómetros de la Tierra».
«Eso falso porque [...]. Por todo ello, queda probado que el Sol se encuentra a 149.597.871 kilómetros de la Tierra. ¿Podría dejar de afirmar que está a 10 kilómetros? Su filibusterismo y conducta troll están creando confusión entre quienes nos leen».
- Retóricas victimistas

«¡Y ahora me culpa de confundir a los demás! Desde luego, usted no tiene un mínimo de educación. Dejo la discusión; está claro que discutir con usted es inútil; finalmente impondrá su versión».
«Esta persona no para de decir que todo lo que digo es falso. No me queda otra alternativa que desistir, ya que se dedica a atacar antes de escuchar siquiera. De todos modos, dejo asentado que el hecho de no expresar más mi opinión no se debe a que comparta la suya, sino a que no me queda otro remedio que ceder ante su acoso».
«Que hagan lo que quieran, está visto que desean imponer su opinión. ¿Qué puedo hacer yo, si casi me comen en la última discusión? Está visto que hay quien aprovecha cualquier ocasión para acusar a los demás de mentirosos y trolls».

### Estrategias victimistas
Con base en el recurso del victimismo, cuando la personalidad paranoide desea influir en la toma de decisiones ajena suele acudir diversas estrategias:
- Victimismo populista dictatorial paranoide: Culpar de supuestos fracasos al cuadro directivo (directores, administradores...) adoptando el papel de víctima, rechazando toda autocrítica y reclamando justicia popular (ejecuciones, despidos, amenazas...).
- Victimismo paranoide intergrupal: Acusar de una supuesta persecución, conspiración o incomprensión al otro grupo. Es característico del victimismo irredento.
- Victimismo instrumentalizado o manipulador: Cuando uno o más individuos denuncian un acto negativo el cual tiene por objetivo lograr demandas y acciones concretas fuera del ámbito noble de la acción de denunciar. Esto se evidencia cuando quien denuncia, busca satisfacer un fin personal a través de la acusación de actos condenables y/o repudiables; y finalmente de esta manera,  lograr ejercer poder a través del acto de la victimización.

## Trastorno victimista
El victimismo es un trastorno paranoide de la personalidad muy común, en el que el sujeto adopta el papel de víctima a fin de, por un lado, culpar a otros de conductas propias y, por otro, enarbolar la compasión de terceros como defensa a supuestos ataques. 
Mediante una proyección, en el sentido de Sigmund Freud, el victimista recurre a la estrategia mental de colocar fuera de sí la responsabilidad o los males que realmente le pertenecen. En este sentido, la personalidad de víctima o victimismo consiste entonces en defenderse de posibles situaciones de malestar a través del no reconocimiento y la proyección externa de una determinada situación. Estos sujetos se muestran débiles y maltratados para encontrar el apoyo de otros y evitar los esfuerzos que su situación de vida, natural o adquirida, les requiere.
Como esta mentalidad no siempre logra alcanzar los objetivos, conduce con facilidad a la desesperación, el conformismo ante el infortunio e incluso el resentimiento, la ira o el deseo de venganza contra lo que le rodea. Se transforma así en un victimismo agresivo, una forma rabiosa de victimismo que consiste en molestarse porque otros no son como ellos o como desean que sean. En estos casos la tendencia es a atacarlos, acusarlos, etiquetarlos para dañarlos moral, emocional o físicamente en una demostración de intolerancia excluyente. Por ello en ocasiones surge junto con la megalomanía, ya que el sujeto, cuando no se ve continuamente elogiado y aceptado, se ve víctima de supuestas conspiraciones y hostilidades (victimismo integrupal).

### Características

#### Deformación de la realidad
El sujeto cree que es solo una víctima del entorno o los demás, por lo que la culpa en todo caso es del entorno o los demás.
El sujeto muestra un pesimismo exacerbado frente a la realidad que lo rodea, sobredimensionando lo negativo, recelando de lo que surge a su alrededor y presumiendo mala fe. De esta actitud surge un morboso afán por descubrir agravios nimios para sentirse discriminado o maltratado, con el fin de achacar a instancias exteriores una supuesta actitud perversa y agresiva que representa todo lo malo que le sucede. De esta forma, su susceptibilidad lo lleva a reaccionar con crispación ante la más mínima crítica, elevada inmediatamente a la categoría de grave ofensa.

#### Consuelo en el lamento
El sujeto cree que es solo una víctima del entorno o los demás, por lo que no merece sentirse culpable.
El sujeto encuentra placer en manifestarse como una víctima ante los demás. Esta cultura de la queja es en realidad una forma de llamar la atención, mendigando protagonismo mediante una estrategia de lamentos y forzando la compasión de los que lo rodean. De esta forma, en vez de luchar por mejorar las cosas, el sujeto compite en la exhibición de sus supuestas desdichas.

#### Incapacidad de autocrítica
El sujeto cree que es solo una víctima del entorno o los demás, por lo que no tiene la culpa de nada de lo que hace.
El sujeto victimista es incapaz de extraer una crítica constructiva de lo que lo rodea, y tiende a considerar como enemigo a cualquiera que se atreva a hacerle alguna corrección. A lo sumo será capaz de aceptarla cuando provenga de alguien que le resulte afín. De esta forma, el victimista se autocontempla con indulgencia, eludiendo su verdadera responsabilidad, sintiendo que su posición de víctima justifica todos sus actos. Para quienes caen en esta actitud, todo lo que les hacen a ellos es intolerable, mientras que sus propios errores o defectos son solo nimiedades que sería una falta de tacto señalar.